# 1490 en philosophie
Chronologie de la philosophie
- 1486
- 1487
- 1488
- 1489
- 1490
- 1491
- 1492
- 1493
- 1494

L’année 1490 a été marquée, en philosophie, par les événements suivants :

## Naissances
- Juan Ginés de Sepúlveda (Pozoblanco, 1490 - Pozoblanco, 17 décembre 1573) était un humaniste, un philosophe et un homme d'Église espagnol du XVIe siècle. Il est également connu pour avoir été historiographe de Charles Quint.

- Amaury Bouchard (en latin Almaricus Bouchardus), né à Saint-Jean-d'Angély vers 1490 et mort à une date inconnue, est un humaniste français.